# Muscle adducteur du pouce
Le muscle adducteur du pouce est un muscle intrinsèque de la main. C'est le muscle le plus profond du groupe des muscles de l'éminence thénar.
Il est constitué de deux chefs :
- le chef oblique du muscle adducteur du pouce (ou muscle adducteur oblique du pouce),
- le chef transverse du muscle adducteur du pouce (ou muscle adducteur transverse du pouce).

## Origine

### Chef oblique du muscle adducteur du pouce
Le chef oblique du muscle adducteur du pouce se fixe sur les faces palmaires des trapézoïde et capitatum. 

### Chef transverse du muscle adducteur du pouce
Le chef transverse du muscle adducteur du pouce se fixe sur les crêtes antérieures des deuxième et troisième métacarpiens avec pour certains auteurs des expansions vers les capsules des deuxième et troisième articulations métacarpo-phalangiennes.

## Trajet
Les deux chefs se rejoignent pour former le tendon terminal. Ils forment une arcade laissant passer un paquet vasculo-nerveux et le nerf ulnaire.

## Insertion
Le muscle adducteur du pouce se termine sur la tubérosité médiale de la base de la phalange proximale du pouce en englobant généralement l'os sésamoïde médial de l'articulation métacarpo-phalangienne du pouce.

## Innervation
Le muscle adducteur du pouce est innervé par le rameau profond du nerf ulnaire.

## Action
Le muscle adducteur du pouce est fléchisseur de la première phalange sur le métacarpe, et adducteur du Ier métacarpien sur le carpe.

## Galerie

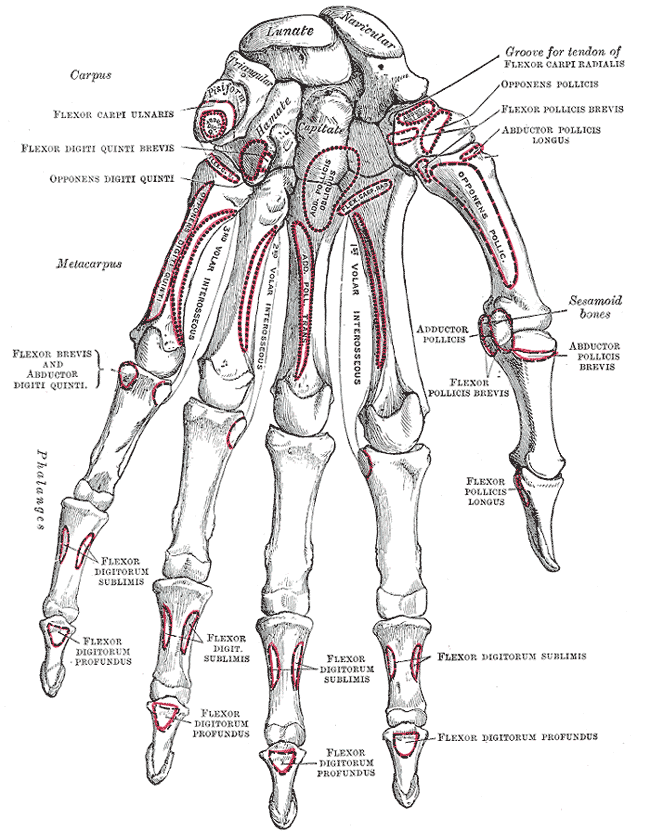
Insertions du muscle adducteur du pouce (Add. pollicis obliquus et Add. poll. trans. et Adductor pollicis)